# 基安波
基安波（義大利語：Chiampo）是意大利威尼托大区维琴察省的一个市镇。总面积22平方公里，人口12892人，人口密度586.0人/平方公里（2009年）。国家统计（ISTAT）代码为024029。